# 植村健太郎
植村 健太郎（うえむら けんたろう、1992年3月22日 - ）は、日本のラグビー選手。

## プロフィール
- 東京都出身[1]。
- ポジションはプロップ(PR)。
- 身長 169cm、体重 115kg
- リーグ戦ベストフィフティーンに選ばれたことがある[2]。

## 略歴
2010年、目黒学院高校卒業後、流通経済大学に入る。
2014年、流通経済大学卒業後、日野自動車レッドドルフィンズに加入。同年9月13日に行われたトップイーストリーグの釜石シーウェイブス戦に途中出場で公式戦初出場を果たす。
2018年、日野自動車レッドドルフィンズを退団した。